# 大学自习室
《大学自习室》是2003年时哈尔滨工程大学学生郝雨创作的歌曲，之后被网友制作成Flash动画在互联网上传播。2015年，文化部公布了被列入黑名单的120首网络音乐产品名单，《大学自习室》被列入其中。

## 流行过程
2003年5月，郝雨创作出了音乐专辑《惯性》，最初仅是分享给他的朋友和同学。之后一位同学把专辑中的歌曲《大学自习室》通过网络传给了一个吉林大学的同学，而这个吉大的学生又把这首歌传上吉林大学的BBS。由于这首歌贴近大学生活，与年轻的大学生产生了共鸣，大家争相传贴。于是这首“无名大学生创作”的歌曲从吉大的BBS传播到了全国各大高校的BBS上，接着又从高校网站、BBS、论坛传到了各个商业网站。仅用了四个月，《大学自习室》的播放量就突破120万，成了当时互联网上人气最旺的作品。
2003年12月，郝雨受邀参加MTV主办的“全国校园新空气大学生歌曲比赛”，作为特邀嘉宾演唱《大学自习室》，并获得“现场最具人气歌手奖”。